# Leontiades (comandant)
Leontiades (en llatí Leontiades, en grec antic Λεοντιάδης) era un tebà de família noble que va comandar a la batalla de les Termòpiles les forces tebanes que combatien amb l'exèrcit grec.
Segons Heròdot, van fer cap on eren els espartans, sense voler, i per això el rei Leònides els va retenir més com a ostatges que com a aliats quan va organitzar el front de l'exèrcit. A la dura batalla que va seguir, Leontiades i els tebans es van rendir i van obtenir una treva. Heròdot diu que alguns dels tebans van ser assassinats i altres, entre els quals hi havia el mateix Leontiades, venuts com a esclaus per ordre de Xerxes. Plutarc dona una versió diferent a la d'Heròdot i diu que el comandant dels tebans es deia Anaxandre.